# TVS Motor Company
TVS Motor Company, connue simplement sous le nom de TVS, est une société indienne fondée en 1978 dont le siège est à Chennai, et active dans la production de composants automobiles ainsi que de véhicules légers tels que les motos, les scooters et les véhicules à trois roues.